# メギ
メギ（目木、学名：Berberis thunbergii DC.）は、メギ科メギ属に分類される落葉低木の1種。別名では、コトリトマラズ、ヨロイドオシともよばれる。 

## 名称
和名メギの由来は、茎や根を煎じて洗眼薬に利用されていたので「目木」の名がある。枝に鋭い棘を多く生やし、鳥がとまれそうにないことから、コトリトマラズの別名でも呼ばれる。

## 特徴
落葉広葉樹の低木で、樹高2メートル (m) ほどまで成長し、よく枝分かれする。樹形は株立ち。樹皮は灰褐色から褐色で、縦にやや不規則な割れ目がある。枝は赤褐色から褐色で、顕著な縦の溝と稜が目立つ。枝の節や葉の付け根には長さ5 - 12ミリメートル (mm) の棘があり、徒長枝の葉の付け根には3本に分かれた棘がある。樹皮は黄色の染料になる。
葉は単葉で、新しく伸びた長枝には互生し、2年枝の途中から出た短枝には束生する。葉身は長さ1 - 5センチメートル (cm) 、幅0.5 - 1.5 cmの卵倒形から狭卵倒形、またはへら形で、先端は鈍頭または円頭、基部は次第に細くなって短い葉柄になり、最大幅は先寄り。葉縁は全縁で、表面は薄い紙質で無毛、裏面は色々を帯び無毛、4 - 5月に若葉を出す。
開花時期は4 - 5月。新葉が出るころに単枝から小形の総状花序または散形花序を出し、直径約6 mmの淡黄色から緑黄色の花を2 - 4個下向きに付ける。花弁の長さは約2 mmで6個。萼片は6個あり、長楕円形で花弁より大きく、淡緑色にわずかに紅色を帯びる。雄蕊は6個で花柱は太く、触ると葯が急に内側に曲がる。雌蕊は1個。
果実は液果で、長さ7 - 10 mmの楕円形、10 - 11月に鮮やかな赤色に熟す。アルカロイドの1種のベルベリンを含む。秋は熟した赤い果実と紅葉が美しく、冬になっても果実が残る。
冬芽は枝に互生し、棘の基部につく。冬芽の大きさは小さく、長さは2 mmほどで、赤褐色をした数枚の芽鱗に包まれている。

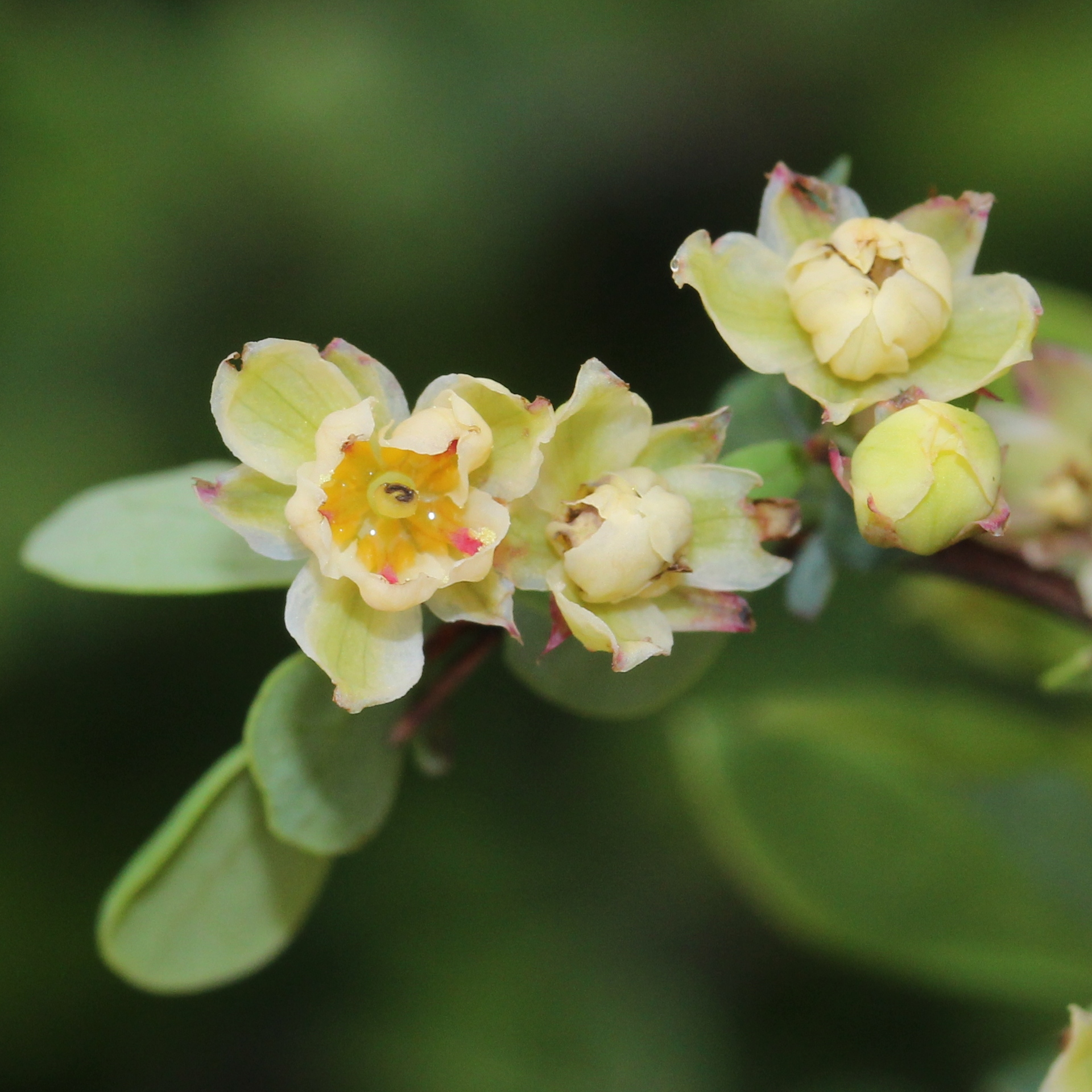
花
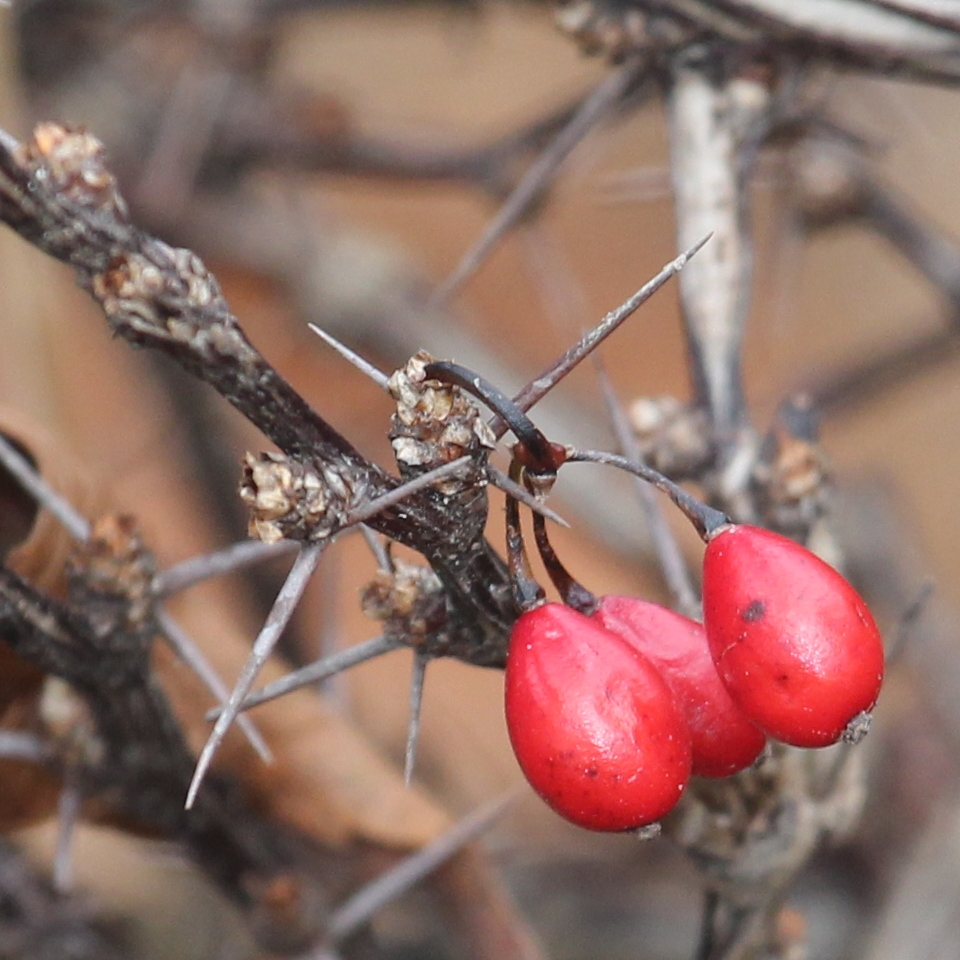
赤色に熟した果実
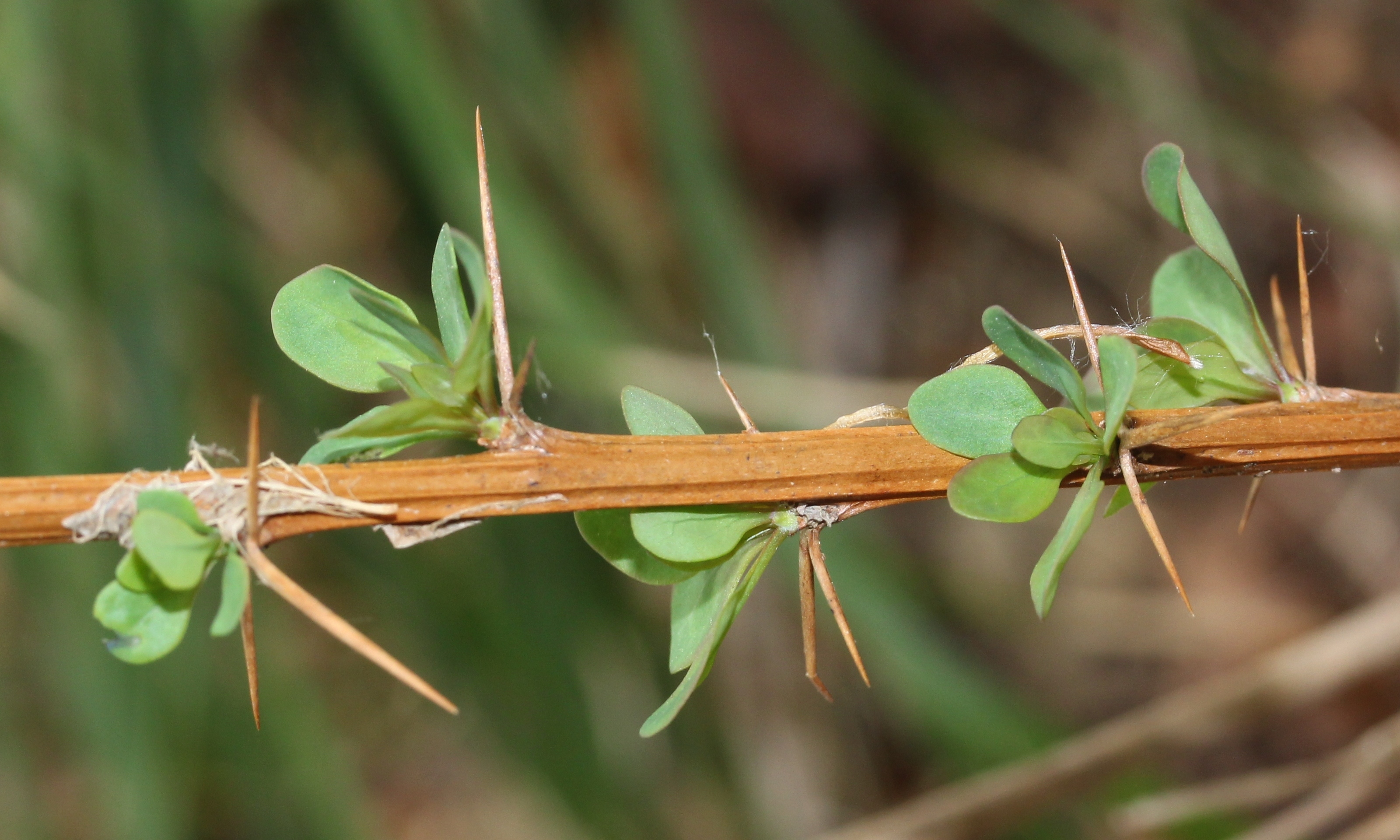
枝に顕著な縦の溝と稜があり、節に棘がある
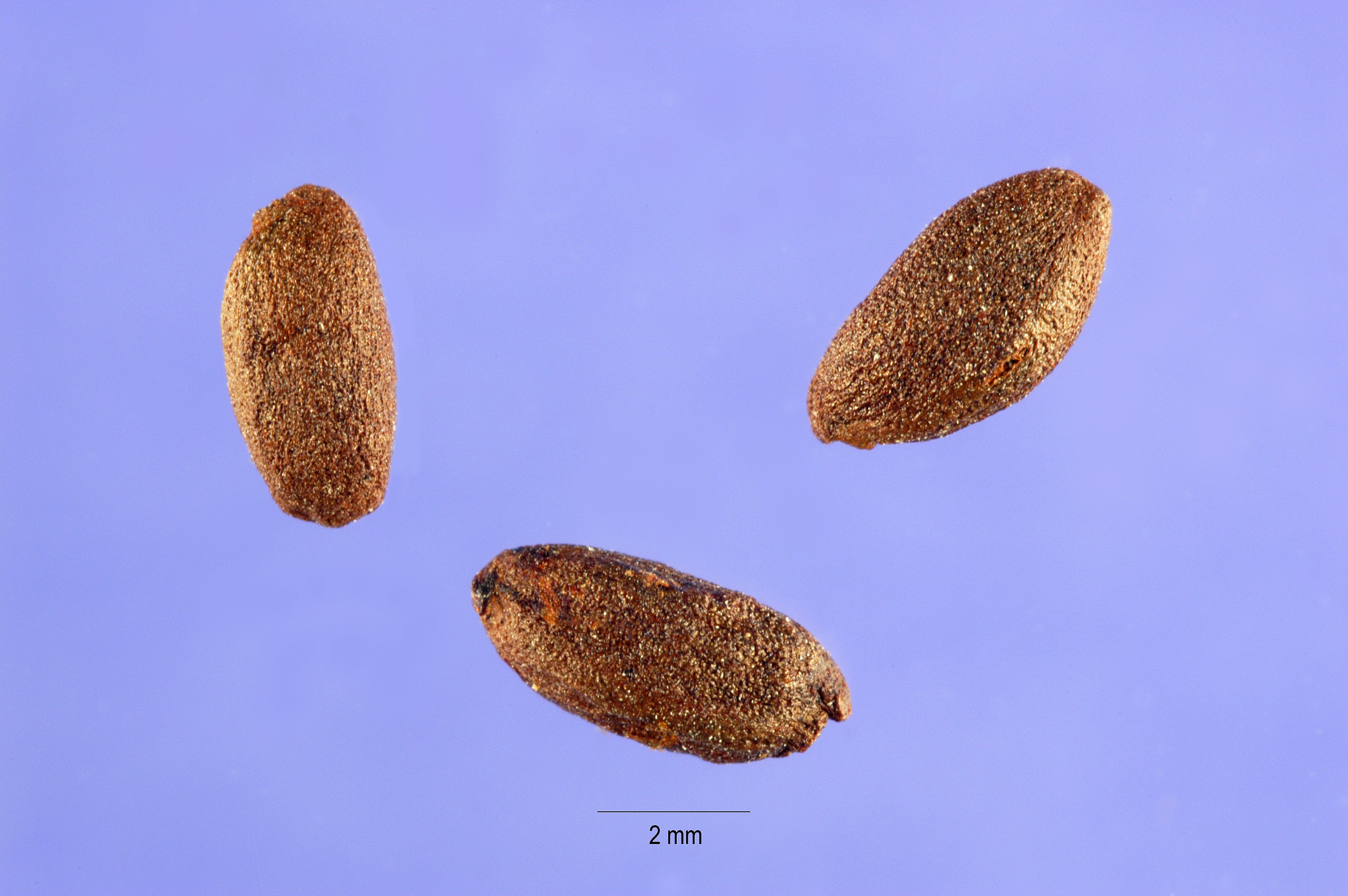
種子

## 分布・生育環境

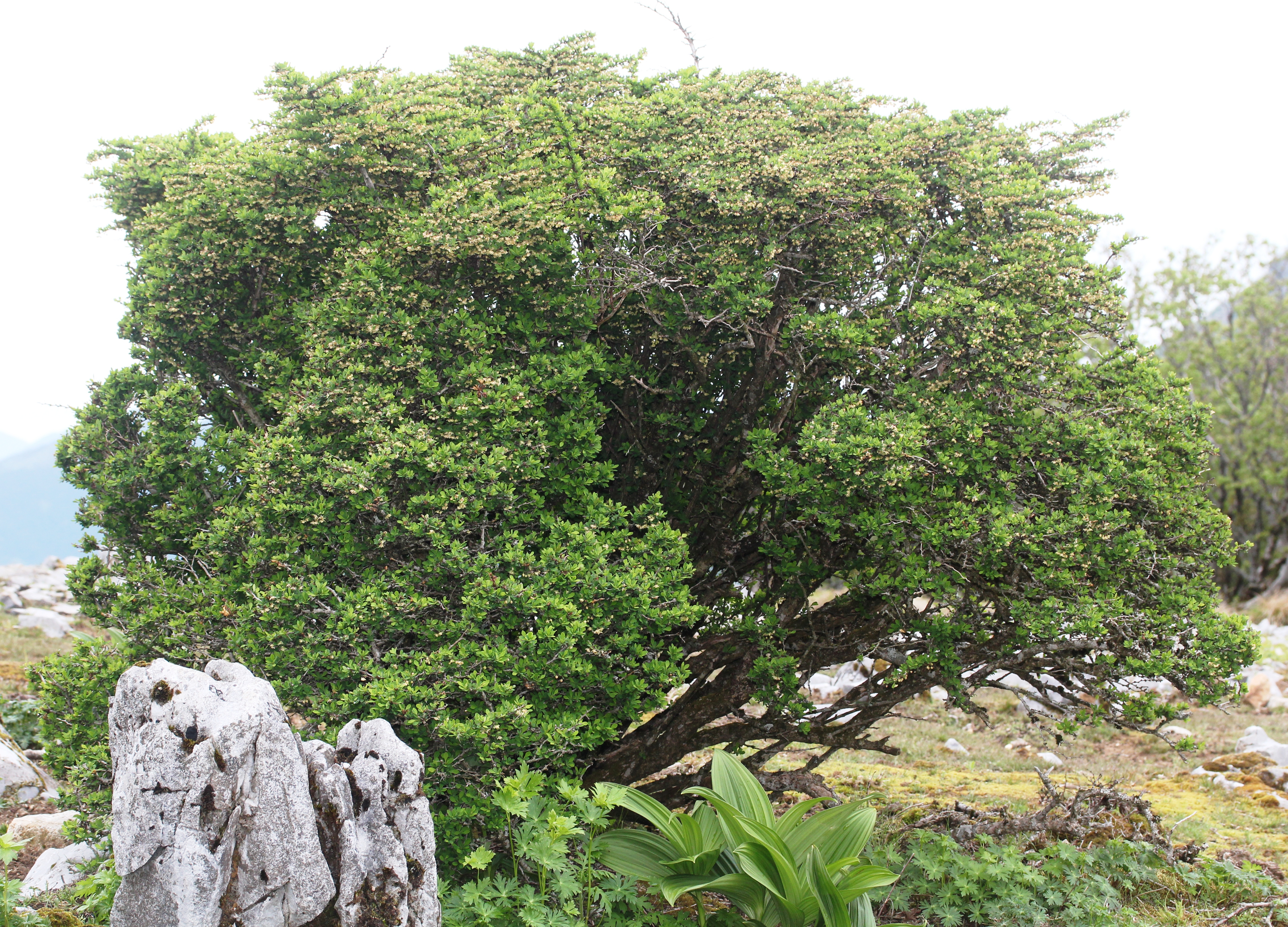
日当たりのよい藤原岳（三重県）の山頂部の原野に生育するメギ

日本では、本州の東北地方南部から、四国と九州にかけての温帯地域に分布する。
山地から丘陵にかけての林縁や原野に生育し、蛇紋岩の地でもよく生育する。自然分布の他、人の手によって植栽されて生垣としての庭木や公園樹として利用されている。
英語では「ジャパニーズ・バーベリー」（Japanese barberry）と呼ばれており、19世紀後半に観賞用の庭園植物として日本から北アメリカに導入されて以降各地に広まった。ミシガン州北西部では自然地域で発見され、外来種トップ12種に指定されている。シカに食べられにくいため、メギは林床で優位に立ち、密集した茂みを形成して鳥、蝶、その他の動物の生息地を減少させている。また、その密な葉は樹冠内の湿度を高め、マダニ(Tick)の個体数を増加させる要因となっている。また、ブラジルでは生垣や花壇で広く栽培されている。

## 種の保全状況評価
秋田県では分布域が限定され、個体数が希少であることからレッドリストの絶滅危惧種IB類（EN）の指定を受けていて、森林伐採や道路工事による個体数の減少が危惧されている。新潟県と鹿児島県では、絶滅危惧II類（VU）の指定を受けている。大阪府では準絶滅危惧の指定を受けている。国レベルではレッドリストの指定を受けていない。

## 品種
葉が赤紫色の栽培品種（アカバメギ）があり、黄金葉や歩斑入りの栽培品種もある。

## 近縁種
オオバメギ
大葉目木、学名：Berberis tschonoskyana Regel、メギよりも葉が大きく、棘が少なく、枝に稜がない。

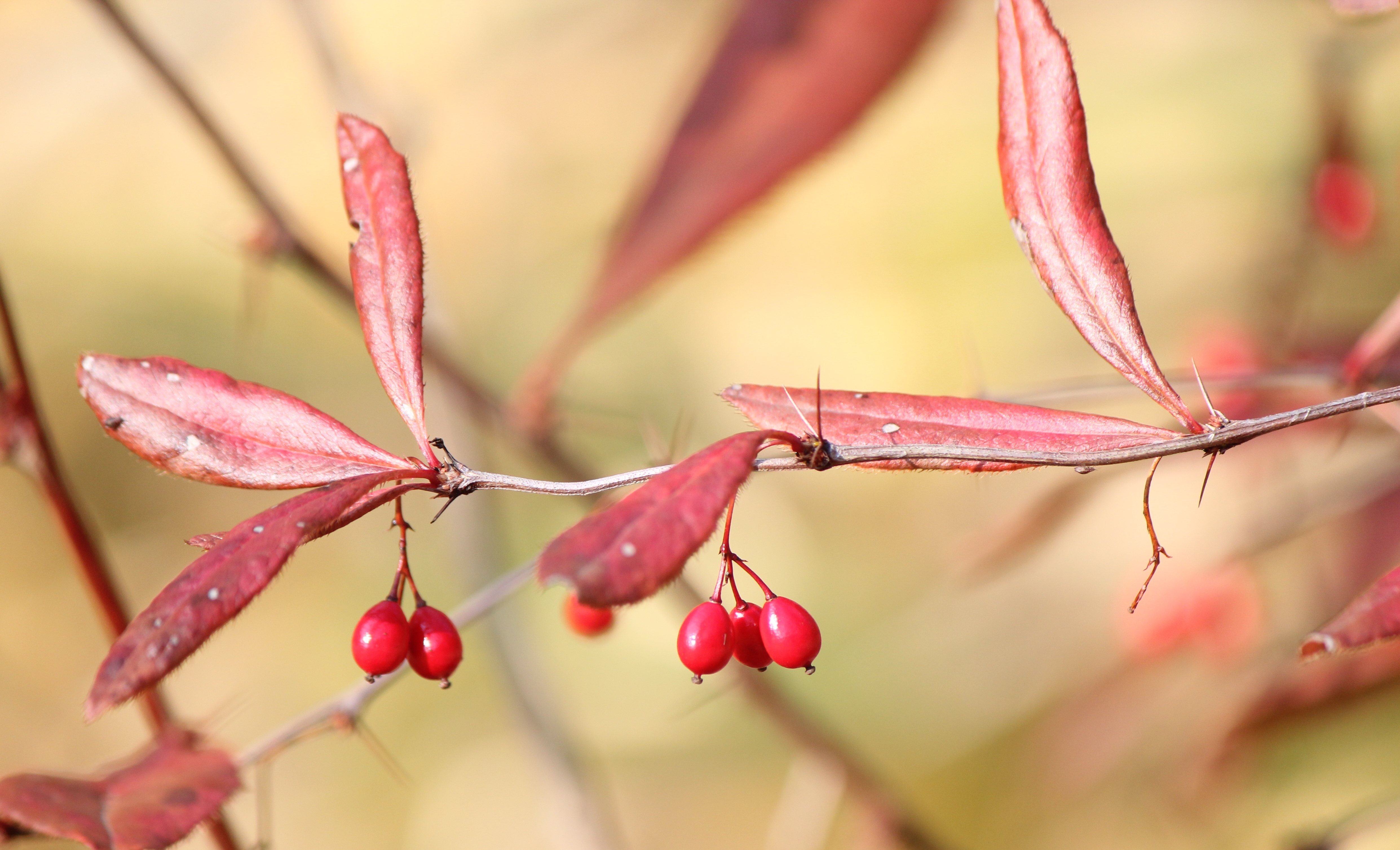
赤い実をつけたヘビノボラズ

ヘビノボラズ
蛇登らず、学名：Berberis sieboldii Miq.、葉に鋸葉があり、湿地周辺のやせ地に生育する。